# Бистра (гора)
Бистра (словац. Bystrá) — найвища гора Західних Татр (Карпати), Словаччина, знаходиться поруч з польським кордоном.

## Географія
Висота вершини становить 2248 м над рівнем моря. Вона відкрита для туристів. З її вершини відкриваються красиві краєвиди околиць. Біля південного підніжжя гори в карі розташовано два озера, а трохи нижче ще одне.